# アンジュヴィオレ広島
アンジュヴィオレ広島（アンジュヴィオレひろしま、ANGE VIOLET HIROSHIMA）は、広島県広島市をホームタウンとする、日本女子サッカーリーグに所属していた女子サッカーチームである。

## 概要
地域発展の為に広島市西区横川地区・三篠地区の有志を中心として設立した特定非営利活動法人（NPO法人）「広島横川スポーツ・カルチャークラブ」が、広島県初の日本女子サッカーリーグ（なでしこリーグ）加入を目指して2012年1月に設立した女子サッカーチームで、同法人により運営されている。チーム名は公募によるもので、フランス語で天使を意味する"ange" と、チームカラーでもある紫を意味する"violet" を組み合わせた"ANGE VIOLET"（アンジュヴィオレ）とした。
設立の経緯から横川地区・三篠地区との関わりが深く、屋外練習は主に三篠小学校・中広中学校で行っているほか、アカデミー（下部組織）を三篠学区子ども会育成協議会等との共催によるサッカースクール (U-18、U-15、U-12）という形で設置している。

## 沿革

### 前史
2010年6月、広島市西区横川において、地域振興のための任意団体「横川をもっと元気にする会」が発足。この会において、日本プロサッカーリーグ（Jリーグ）・サンフレッチェ広島のホームスタジアムである広島ビッグアーチ（エディオンスタジアム広島）へのシャトルバスが横川駅前から発着していることから、横川とサンフレッチェを盛り上げるために「サッカータウンプロジェクト」がスタートした。このプロジェクトにおいて、当時広島にはなでしこリーグを目指すチームがなく広島のサッカー強豪校に在籍していても卒業後には県外へ移らざるを得ないことに着目し、横川地域において女子サッカーを下支えするべく、女子サッカーチームの創設に動き出すことになる。
2011年7月11日、約10団体27人で構成される「広島横川FCレディース（仮称）を発足させる会」が設立され、同年9月10日に運営母体となるNPO法人「広島横川スポーツ・カルチャークラブ」が設立された（NPO法人としての設立登記・認証日は12月22日）。理事長には衆議院議員の岸田文雄が就任した。同年10月以降、チーム名の公募、セレクションの開催などを経て、2012年1月に「アンジュヴィオレ広島」が発足した。

### 2012年（広島県リーグ）
2012年、初の公式戦となる広島県女子サッカーリーグAリーグに参戦。7試合でわずか1失点、全試合複数得点と他チームを圧倒し、全勝でリーグを制す。その後、中国女子サッカーリーグチャレンジ戦（トーナメント戦）に進み、優勝。同年の中国女子リーグ9位のレオーネ山口レディースが入れ替え戦を辞退（自動降格）したため、翌シーズンからの中国女子リーグ昇格が決定した。
第34回皇后杯全日本女子サッカー選手権大会の広島県予選会を兼ねた第28回広島県女子サッカー選手権大会では、広島大河FCレディースを下してトーナメントを制した（第27回中国女子サッカー選手権大会出場決定）ものの、中国地区予選出場チーム（シードチーム）との対戦となった決勝で広島文教女子大附属高にPK戦の末敗れて準優勝となり、初出場初優勝とは成らなかった。また、広島県代表として臨んだ第27回中国女子サッカー選手権では、初戦でこの年優勝（皇后杯出場）した岡山県代表・作陽高に敗れ、飛び級でのチャレンジリーグ昇格を逃した。

### 2013年（中国リーグ）
中国リーグ参戦となる2013年はシーズン当初は新加入10人を加えた24名体制で臨んだ。初戦こそ徳山大学に1-0の辛勝だったものの、全9試合すべて完封勝ちを収めて優勝。第29回中国女子サッカー選手権大会（兼第35回皇后杯全日本女子サッカー選手権大会中国地区予選）への出場を決めると共に、日本女子サッカーリーグ理事会の審査を経て2013チャレンジリーグ入れ替え戦予選大会への出場が決定した。
シードとなった第29回広島県女子サッカー選手権大会では決勝で広島文教女子大附属高に雪辱を果たし、同大会初優勝。中国リーグ覇者として出場した第28回中国女子サッカー選手権大会でも決勝で作陽高に雪辱し優勝、皇后杯初出場を決めた。皇后杯本戦では、初戦で静岡産業大学磐田ボニータに逆転負けを喫し、敗退となった。
時之栖スポーツセンター裾野グラウンド（静岡県裾野市）で行われたチャレンジリーグ入れ替え戦予選大会Aブロックではノルディーア北海道（北海道）、益城ルネサンス熊本FC（九州）に連勝してチャレンジリーグ昇格チーム決定戦に進出。抽選の結果、ホーム（コカ・コーラウエスト広島スタジアム）での一発勝負となった昇格チーム決定戦ではASハリマアルビオン（関西）と対戦し、アディショナルタイムで追いつくも延長の末敗れ、自動昇格は成らず。しかし、アウェー（伊佐市陸上競技場）での一発勝負となった入れ替え戦ではジュ ブリーレ 鹿児島（チャレンジリーグ15位）に3-0で勝利し、チャレンジリーグ昇格を果たした。
なお、シーズン終盤の10月に愛媛FCレディースからDF小西菜月が移籍加入している。また、FW齋原みず稀が、U-16サッカー日本女子代表候補に選出された。

### 2014年（チャレンジリーグ）
スローガン：挑戦
チーム発足時から監督を務めた森下聖二が「一身上の都合」により監督を辞任。後任が固まらなかったことから、コーチの福山かおりが監督代行として指揮を執ることになった。
戦力面では、前シーズンの主将であるDF竹石結貴や、チーム最年少のFW久保柚季（元日本代表FW久保竜彦の娘）を含む9名の選手が退団した一方で、AC長野パルセイロ・レディースからDF山下真弓、プラセル神戸からFW塩谷真里が移籍加入。大卒新人としてDF山下胡桃（神奈川大学）、GK亀田恵（徳山大学）、DF北川佳奈（北陸大学）、MF水野祐里（中京大学）、MF魚住有沙（姫路日ノ本短期大学）の5名が加入、シーズン途中でFW立石早絵とDF松田郁美が加入し、チーム発足時からは陣容が大きく入れ替わることとなった。
初の全国リーグは16チーム中10位。2015年から2部化されるなでしこリーグの2部参入要件となる「チャレンジリーグ10位以内」に滑り込んだ。皇后杯は3回戦でベガルタ仙台レディースに敗戦。

### 2015年（なでしこリーグ2部）
スローガン：上翔
ゼネラルマネージャーで、3月末で教員を定年退職した奥村優之が監督に就任。
戦力面では、FW塩谷真里がスペランツァFC大阪高槻へ移籍、元主将のMF田中彩子が現役を引退、DF明神由佳とMF赤木裕衣の2選手が退団することが発表された。一方で、バニーズ京都SCからDF齊藤仁美、FW赤嶺美月、MF山口友里恵、DF川野真彩の計4名が移籍加入。新人として尚美学園大学からDF金山美輝とMF久保つぐみ、吉備国際大学（FC吉備国際大学Charme）からMF渡邊和美とMF三宅あゆみ、武蔵丘短期大学からはMF赤城史香、広島文教女子大学附属高等学校からMF江頭鮎季、中学校を卒業したばかりで青崎SC HanakoでプレーしていたDF加藤希の計7名が加入した。
9月20日に国連ユニタール広島事務所が主催となり、アフガニスタン女子サッカー代表と親善試合を行った。
年間成績は12勝3分12敗の10チーム中5位。皇后杯は3回戦で優勝したINAC神戸レオネッサに敗戦。

### 2016年（なでしこリーグ2部）
スローガン：ALL FOR GOAL
第3節までは奥村がGM兼任で監督を務めていたが、「より良いチームを作っていくため」として、4月28日に、この年からヘッドコーチに就任した内藤就行を監督に昇格させた。
戦力面では、DF金城奈苗（琉球デイゴス）、MF小西菜月（レノファ山口FCレディースに移籍）、FW齋原みず稀（広島大学に進学）ら14名が退団した一方で、AC長野パルセイロ・レディースからFW内山朋香、大阪市レディースFCからFW中島麻衣が加入。新人として関東学園大学からDF石川詩織、甲賀健康医療専門学校（ルネス学園甲賀レディース）からDF中島麻里、吉備国際大学（FC吉備国際大学Charme）からMF小松未奈とFW足立英梨子が加入した。また、下部組織登録選手として3名が登録された。
なでしこリーグ1部昇格を目指してシーズンに臨んだが、第12節終了時点で1勝2分9敗で最下位に沈んだことから、第12節終了後に内藤の監督解任と奥村の監督復帰を発表した。しかしその後も全く成績は伸びず、第16節のFC吉備国際大学Charmeとの裏天王山に敗れて2部最下位が確定し、チャレンジリーグへの自動降格が決定した。
皇后杯は東京国際大学に敗れ、1回戦敗退となった。

### 2017年（チャレンジリーグ）
スローガン：紫力結心
奥村が監督を退任し、新監督に東博樹を招聘した。
戦力面では、DF武田裕季（ASハリマアルビオンに移籍）、MF王湘惠（中国女子1部・北京北控鳳凰足球倶楽部に移籍）、FW立石早絵の3選手の退団のみに抑え、新戦力として、岡山湯郷BelleからDF川野紗季、NGU名古屋FCレディースからMF今井まゆら、ディオッサ出雲F.C.からMF菅原美紗紀を獲得。新人としてDF深井聖華（北陸大学）、MF友近真那（FC吉備国際大学Charme）、FW鈴木実希（ルネス学園甲賀レディース）ら7名が加入、U-18から2名を昇格させた。
リーグ戦は、第1クールを3勝2敗の2位で折り返すも、第2クールは1勝1分3敗で最下位に沈み、第3クールでも1勝2分2敗の4位となったことでWEST総合4位が確定、中位プレーオフに回ることとなり、1年でのなでしこリーグ2部復帰はならなかった。リーグ総合成績は12チーム中5位。
皇后杯はジェフユナイテッド千葉レディースに敗れて、2回戦敗退となった。

### 2018年（チャレンジリーグ）
スローガン：UNITED WE STAND
前シーズン限りで監督の東が退任したことに伴い、貞清健一がヘッドコーチから昇格した。
戦力面では、MF水野祐里やFW中島麻衣ら6名が引退、MF渡谷祥乃（広島文教女子大学に移籍）やFW赤城史香（前年途中にドイツ3部・アレマニア・アーヘンに移籍）ら6名が退団した。一方で、オルカ鴨川FCからMF松田遥奈を獲得、新卒でDF恒益奉実（新潟医療福祉大学）、DF松宮れみ（徳山大学）、DF天野明日実・MF西園雪乃（どちらもFC吉備国際大学Charme）が加入し、U-18所属のFW万力安純を下部組織登録選手として登録した。
リーグ戦は、開幕4連勝の後5試合勝ちなしに陥るも、3連勝などで巻き返し、WEST総合1位で上位プレーオフに進出した。プレーオフでは1分2敗の4位に終わり、この年もなでしこリーグ2部復帰はならなかった。
皇后杯は、2年連続でジェフユナイテッド千葉レディースに敗れて、2回戦敗退となった。

### 2019年（チャレンジリーグ）
スローガン：STARTING OVER
貞清が1シーズン限りで退任、新監督には結城治男をGM兼任で据えた。
戦力面では、クラブ創設から選手として加わっていたGK上谷久美子や主力選手のDF山縣尚美、DF倉本あやら6名が引退、DF櫻林亜佐子（大和シルフィードに移籍）とMF渡邊和美（NGUラブリッジ名古屋に移籍）、FW足立英梨子（岡山湯郷Belleに移籍）の3名が退団した。一方で、レノファ山口FCレディースからGK渡部豊子、つくばFCレディースからDF水島久美、AC長野パルセイロ・レディースからDF池崎愛・FW神田若帆ら6名を獲得、新卒では、尚美学園大学からMF斉藤礼佳、甲賀健康医療専門学校（ルネス学園甲賀レディース）FW宮本果栄が加入した。下部組織登録選手には、前年から登録されていた万力に加え、MF和田莉愛が新たに登録された。
リーグ戦は、開幕2連敗の後4連勝を挙げたが、その後はなかなか勝利が続かず、最終的にはWEST総合3位に終わり、中位プレーオフに回ることが決定、3年連続でなでしこリーグ2部復帰を逃した。リーグ総合成績は12チーム中7位となり、ボトムハーフでシーズンを終えた。
皇后杯はスペランツァ大阪高槻に敗れて、1回戦敗退となった。

### 2020年（チャレンジリーグ）
スローガン：OVER THE TOP 限界を超えてゆけ
結城体制2年目。
MF岡村栄里、FW内山朋香、FW鈴木実希が引退、GK清水亜紀ら5名がディアヴォロッソ広島に、MF和田莉愛が福岡J・アンクラスに、MF小松未奈が群馬FCホワイトスターに移籍するなど、途中退団を含む12名が退団した一方で、南葛SC WINGSからDF河村愛乃、オルカ鴨川FCからFW岡野有里子ら8名を獲得、新卒では、MF有田佳奈（尚美学園大学）やMF清水杏奈（広島文教大学附高校）ら4名が加入した。また、下部組織登録選手としてDF田尾彩乃とFW綿谷夕望を登録した。
新型コロナウイルス感染拡大の影響で3回戦総当たりから2回戦総当たりに変更され、試合数が減少したリーグ戦は序盤から絶好調、開幕4連勝を記録し第1クールを4勝1分の首位で折り返す。第2クールはやや失速し、2勝2分1敗の3位となったが、2年ぶりにWEST総合1位でフィニッシュ。JFAアカデミー福島との総合優勝決定戦では2戦合計0-1で敗れたものの、過去最高の総合2位でフィニッシュ、WEリーグ創設に伴う日本女子サッカーリーグの再編により、初のなでしこリーグ1部昇格が決まった。
皇后杯はFC今治レディースに敗れて、1回戦敗退となった。

### 2021年（なでしこリーグ1部）
スローガン：頂10【CHOTEN】
結城体制3年目。
FW岡野有里子ら5名がディアヴォロッソ広島へ、DF河村愛乃が岡山湯郷Belleへ、MF林玲花が福岡J・アンクラスへ移籍するなど8名が退団した。一方でノジマステラ神奈川相模原からFW松田早和、スペランツァ大阪高槻からMF阪中澪、AC長野パルセイロ・レディースからMF山岸夢歩ら9名を獲得、新卒ではFW渡谷祥乃（広島文教大学）、MF冨田実侑（早稲田大学）ら4名が加入した。
リーグ戦は第8節にようやく初勝利するなど苦戦し、最終的に12チーム中11位となった。なでしこリーグ2部2位チームとの入れ替え戦が行われる予定だったが、なでしこリーグ2部で優勝したJFAアカデミー福島が1部の加盟基準を満たしていないことで、なでしこリーグ1部残留となった。
皇后杯はスフィーダ世田谷FCに敗れて、3回戦敗退となった。

### 2022年（なでしこリーグ1部）
スローガン：ReBOOT
結城が監督を退任し、U-15監督の向井祐介がトップチーム監督に就任した。
戦力面では、GK田中幸奈、MF斉藤礼佳、FW松山夢が引退、DF島村公美子がディオッサ出雲F.C.に、FW吉谷茜音が大宮アルディージャVENTUSに移籍するなど15名が退団した。一方でオルカ鴨川FCからDF新井純奈、大宮アルディージャVENTUSからMF日野李保ら6名を獲得、新卒ではGK湯浅里香子（徳山大学）、DF小野奈菜（神奈川大学）ら8名が加入した。
リーグ戦は第5節オルカ鴨川FC戦から8連敗を喫して中断期間に入る。中断期間中の8月22日、新型コロナウイルス感染拡大やロシアによるウクライナ侵攻の影響による経営悪化及びWEリーグ発足に起因するメディア露出・広告宣伝効果の減少を理由に、2022年シーズン限りでクラブを解散すると発表した。中断期間明けも3連敗でスタートするなど成績は上向かず、結局3勝2分17敗の最下位・12位でシーズンを終えた。
皇后杯は東洋大学に敗れて、2回戦敗退となった。

## 年度別成績・歴代監督
| 年度 | リーグ      | チーム数 | 試合 | 勝点 | 勝 | 分 | 負 | 得点 | 失点 | 得失差 | 順位         | リーグ杯 | 皇后杯       | 監督                           |
| 2012 | 広島県A     | 8        | 7    | 21   | 7  | 0  | 0  | 42   | 1    | 41     | 優勝         | -        | 中国予選敗退 | 森下聖二                       |
| 2013 | 中国        | 10       | 9    | 27   | 9  | 0  | 0  | 59   | 0    | 59     | 優勝         | -        | 1回戦敗退    | 森下聖二                       |
| 2014 | チャレンジ  | 16       | 22   | 26   | 7  | 5  | 10 | 29   | 35   | -6     | 10位         | -        | 3回戦敗退    | 福山かおり（代行）             |
| 2015 | なでしこ2部 | 10       | 27   | 39   | 12 | 3  | 12 | 38   | 40   | -2     | 5位          | -        | 3回戦敗退    | 奥村優之                       |
| 2016 | なでしこ2部 | 10       | 18   | 6    | 1  | 3  | 14 | 14   | 46   | -32    | 10位         | GL敗退   | 1回戦敗退    | 奥村優之 → 内藤就行 → 奥村優之 |
| 2017 | チャレンジ  | 6        | 15   | 18   | 5  | 3  | 7  | 17   | 24   | -7     | 4位（WEST）  | -        | 2回戦敗退    | 東博樹                         |
| 2017 | チャレンジ  | 4        | 3    | 6    | 2  | 0  | 1  | 4    | 2    | 2      | 5位（総合）  | -        | 2回戦敗退    | 東博樹                         |
| 2018 | チャレンジ  | 6        | 15   | 28   | 8  | 4  | 3  | 20   | 12   | 8      | 優勝（WEST） | -        | 2回戦敗退    | 貞清健一                       |
| 2018 | チャレンジ  | 4        | 3    | 1    | 0  | 1  | 2  | 3    | 5    | -2     | 4位（総合）  | -        | 2回戦敗退    | 貞清健一                       |
| 2019 | チャレンジ  | 6        | 15   | 26   | 8  | 2  | 5  | 25   | 19   | 6      | 3位（WEST）  | -        | 1回戦敗退    | 結城治男                       |
| 2019 | チャレンジ  | 4        | 3    | 4    | 1  | 1  | 1  | 3    | 3    | 0      | 7位（総合）  | -        | 1回戦敗退    | 結城治男                       |
| 2020 | チャレンジ  | 6        | 10   | 21   | 6  | 3  | 1  | 17   | 9    | 8      | 優勝（WEST） | -        | 1回戦敗退    | 結城治男                       |
| 2020 | チャレンジ  | 2        | 2    | 1    | 0  | 1  | 1  | 0    | 1    | -1     | 2位（総合）  | -        | 1回戦敗退    | 結城治男                       |
| 2021 | なでしこ1部 | 12       | 22   | 20   | 5  | 5  | 12 | 22   | 43   | -21    | 11位         | -        | 3回戦敗退    | 結城治男                       |
| 2022 | なでしこ1部 | 12       | 22   | 11   | 3  | 2  | 17 | 10   | 46   | -36    | 12位         | -        | 2回戦敗退    | 向井祐介                       |

## タイトル

### リーグ戦
- 広島県女子サッカーリーグ：優勝1回
  - 2012年
- 中国女子サッカーリーグ：優勝1回
  - 2013年
- チャレンジリーグWEST：優勝2回
  - 2018年、2020年

### カップ戦
- 広島県女子サッカー選手権大会：優勝1回
  - 2013年
- 中国女子サッカー選手権大会：優勝1回
  - 2013年
- YMFGもみじレディースサッカー大会：優勝1回[59]
  - 2013年
- フジタ杯女子サッカー大会：優勝1回[60]
  - 2013年
- SPIELENフェスティバル：優勝1回[61]
  - 2013年

## 選手

### 最終年に所属していた選手
| Pos | No. | 選手名     | 生年月日 (年齢)        | 前所属                       | 移籍先                             |
| GK  | 1   | 湯浅里香子 | 1999年11月15日（25歳） | 徳山大学                     | ディアヴォロッソ広島               |
| GK  | 16  | 小松里弥   | 1996年9月5日（28歳）   | 岡山湯郷Belle                | 愛媛FCレディース                   |
|     |     |            |                        |                              |                                    |
| DF  | 2   | 中村友香   | 2000年1月24日（25歳）  | 徳山大学                     | 朝日インテック・ラブリッジ名古屋   |
| DF  | 3   | 新井純奈   | 1996年5月29日（28歳）  | オルカ鴨川FC                 | バニーズ群馬FCホワイトスター       |
| DF  | 4   | 小野奈菜   | 1999年5月1日（25歳）   | 神奈川大学                   | ニッパツ横浜FCシーガルズ           |
| DF  | 5   | 岡田愛海   | 1999年4月5日（25歳）   | 吉備国際大学Charme岡山高梁   | ブランズウィック・ユヴェントゥスFC |
| DF  | 6   | 松田遥奈   | 1997年10月25日（27歳） | オルカ鴨川FC                 | ヴィアマテラス宮崎                 |
| DF  | 15  | 島田優依菜 | 1998年4月7日（26歳）   | バニーズ京都SC               | ヴィアマテラス宮崎                 |
| DF  | 19  | 浅利育     | 1997年2月24日（28歳）  | カウリー・カレッジ           | バニーズ群馬FCホワイトスター       |
| DF  | 22  | 岡村悠花   | 1999年4月22日（25歳）  | 神奈川大学                   | つくばFCレディース                 |
|     |     |            |                        |                              |                                    |
| MF  | 7   | 日野李保   | 1996年7月31日（28歳）  | 大宮アルディージャVENTUS     | 静岡SSUボニータ                    |
| MF  | 8   | 竹ノ谷好美 | 1998年12月7日（26歳）  | 岡山湯郷Belle                | ニッパツ横浜FCシーガルズ           |
| MF  | 9   | 新城舞     | 1996年5月16日（28歳）  | ディアヴォロッソ広島         | 朝日インテック・ラブリッジ名古屋   |
| MF  | 10  | 神田若帆   | 1997年12月10日（27歳） | AC長野パルセイロ・レディース | 吉備国際大学Charme岡山高梁         |
| MF  | 13  | 山岸夢歩   | 2000年8月4日（24歳）   | AC長野パルセイロ・レディース | ASハリマアルビオン                 |
| MF  | 14  | 新田寿瑞   | 1997年10月13日（27歳） | 大和シルフィード             | バニーズ群馬FCホワイトスター       |
| MF  | 17  | 清水杏奈   | 2001年12月4日（23歳）  | 広島文教大学附属高校         | アクトニアンズLFC                  |
| MF  | 18  | 逸見桃子   | 1997年3月25日（27歳）  | 吉備国際大学Charme岡山高梁   | 朝日インテック・ラブリッジ名古屋   |
| MF  | 24  | 守屋栞奈   | 1998年9月14日（26歳）  | 昌寧WFC                      | ボックス・ヒル・ユナイテッドSC     |
|     |     |            |                        |                              |                                    |
| FW  | 11  | 杉原遥波   | 1996年12月23日（28歳） | FC十文字VENTUS               | 引退                               |
| FW  | 20  | 嶋林美花   | 1996年11月29日（28歳） | ASハリマアルビオン           | 愛媛FCレディース                   |
| FW  | 23  | 渡谷祥乃   | 1999年2月12日（26歳）  | 広島文教大学                 | ヴィアマテラス宮崎                 |
| FW  | 25  | 兼島琴未   | 2002年12月25日（22歳） | リオグランデ大学             | 和泉テクノFC                       |

## 歴代所属選手・監督

### 監督
- 2012年 - 2013年 森下聖二
- 2014年 福山かおり（代行）[14]
- 2015年 - 2016年4月 奥村優之
- 2016年4月 - 8月 内藤就行
- 2016年9月 - 12月 奥村優之
- 2017年 東博樹
- 2018年 貞清健一
- 2019年 - 2021年 結城治男
- 2022年 向井祐介

### 選手

#### 1-10
|      | 1          | 2        | 3        | 4        | 5          | 6        | 7          | 8          | 9          | 10       |
| 2022 | 湯浅里香子 | 中村友香 | 新井純奈 | 小野奈菜 | 岡田愛海   | 松田遥奈 | 日野李保   | 竹ノ谷好美 | 新城舞     | 神田若帆 |
| 2021 | 渡部豊子   | 冨田実侑 | 小川優花 | 有田佳奈 | 山岸夢歩   | 松田遥奈 | 本藤理佐   | 阪中澪     | 斉藤礼佳   | 神田若帆 |
| 2020 | 渡部豊子   | 水島久美 | 小川優花 | 有田佳奈 | 池崎愛     | 松田遥奈 | 本藤理佐   | 岡野有里子 | 斉藤礼佳   | 神田若帆 |
| 2019 | 清水亜紀   | 齊藤仁美 | 小川優花 | 石川詩織 | 恒益奉実   | 川野紗季 | 小松未奈   | 神田若帆   | 近藤あすか | 赤嶺美月 |
| 2018 | 上谷久美子 | 齊藤仁美 | 小川優花 | 石川詩織 | 櫻林亜佐子 | 山縣尚実 | 小松未奈   | 渡邊和美   | 足立英梨子 | 赤嶺美月 |
| 2017 | 上谷久美子 | 齊藤仁美 | 小川優花 | 石川詩織 | 櫻林亜佐子 | 山縣尚実 | 水野祐里   | 渡邊和美   | 山口友里恵 | 赤嶺美月 |
| 2016 | 上谷久美子 | 齊藤仁美 | 小川優花 | 石川詩織 | 赤城史香   | 武田裕季 | 赤嶺美月   | 渡邊和美   | 山口友里恵 | 葛馬史奈 |
| 2015 | 上谷久美子 | 齊藤仁美 | 金城奈苗 | 倉本あや | 山縣尚実   | 武田裕季 | 赤嶺美月   | 横山絵美   | 山口友里恵 | 葛馬史奈 |
| 2014 | 上谷久美子 | 明神由佳 | 金城奈苗 | 倉本あや | 山縣尚実   | 武田裕季 | 田中彩子   | 横山絵美   | 塩谷真里   | 葛馬史奈 |
| 2013 | 上谷久美子 | 明神由佳 | 町田恵   | 竹内結貴 | 竹内結華   | 武田裕季 | 田中彩子   | 横山絵美   | 中野未悠   | 葛馬史奈 |
| 2012 | 上谷久美子 | 明神由佳 | 町田恵   | 竹内結貴 | 竹内結華   | 重本祐佳 | 樋山絵里佳 | 横山絵美   | 中野未悠   | 葛馬史奈 |
|      | 1          | 2        | 3        | 4        | 5          | 6        | 7          | 8          | 9          | 10       |

#### 11-20
|      | 11         | 12                   | 13         | 14         | 15         | 16         | 17       | 18         | 19         | 20                             |
| 2022 | 杉原遥波   | サポーターズナンバー | 山岸夢歩   | 新田寿瑞   | 島田優依菜 | 小松里弥   | 清水杏奈 | 逸見桃子   | 浅利育     | 嶋林美花                       |
| 2021 | 宮本果栄   | サポーターズナンバー | 後藤亜瑞   | 松田早和   | 金重理沙   | 田中幸奈   | 清水杏奈 | 竹ノ谷好美 | 松山夢     | 鈴木双葉                       |
| 2020 | 宮本果栄   | サポーターズナンバー | 川越あきら | 河村愛乃   | 金重理沙   | 田中幸奈   | 清水杏奈 | 安東麻耶   | 松山夢     | 田尾彩乃                       |
| 2019 | 内山朋香   | サポーターズナンバー | 鈴木実希   | 本藤理佐   | 友近真那   | 田中幸奈   | 岡村栄里 | 天野明日実 | 西園雪乃   | 松田遥奈                       |
| 2018 | 内山朋香   | サポーターズナンバー | 鈴木実希   | 本藤理佐   | 友近真那   | 亀田恵     | 清水亜紀 | 近藤あすか | 川野紗季   | 倉本あや                       |
| 2017 | 内山朋香   | サポーターズナンバー | 中島麻衣   | 足立英梨子 | 赤城史香   | 亀田恵     | 清水亜紀 | 三宅あゆみ | 加藤希     | 倉本あや                       |
| 2016 | 水野祐里   | サポーターズナンバー | 中島麻衣   | 足立英梨子 | 内山朋香   | 亀田恵     | 清水亜紀 | 三宅あゆみ | 加藤希     | 倉本あや                       |
| 2015 | 齋原みず稀 | サポーターズナンバー | 所侑加     | 渡邊和美   | 小西菜月   | 魚住有沙   | 市川苑佳 | 山下胡桃   | 山下真弓   | 北川佳奈                       |
| 2014 | 齋原みず稀 | サポーターズナンバー | 所侑加     | 赤木裕衣   | 小西菜月   | 魚住有沙   | 市川苑佳 | 山下胡桃   | 山下真弓   | 北川佳奈                       |
| 2013 | 齋原みず稀 | サポーターズナンバー | 保手濱理恵 | 久保柚季   | 木本朋美   | 倉本あや   | 市川苑佳 | 山縣尚実   | 堀之口典子 | 小西菜月                       |
| 2012 | 村田涼夏   | サポーターズナンバー | 高田春菜   | 久保柚季   | 木本朋美   | 小堤あすか | 市川苑佳 | 保手濱理恵 | 堀之口典子 | ジェニファー・モチヅキ・ドーン |
|      | 11         | 12                   | 13         | 14         | 15         | 16         | 17       | 18         | 19         | 20                             |

#### 21-30
|      | 21       | 22         | 23         | 24         | 25         | 26         | 27       | 28       | 29         | 30         |
| 2022 | -        | 岡村悠花   | 渡谷祥乃   | 守屋栞奈   | 兼島琴未   | -          | -        | -        | -          | -          |
| 2021 | 出口春奈 | 新城舞     | 吉谷茜音   | 杉原遥波   | 島田優依菜 | 島村公美子 | 渡谷祥乃 | 川﨑咲耶 | -          | -          |
| 2020 | -        | 林玲花     | 山﨑萌子   | 綿谷夕望   | 窪田美乃里 | 島村公美子 | -        | 川﨑咲耶 | -          | -          |
| 2019 | 渡部豊子 | 宮本果栄   | 万力安純   | 池崎愛     | 斉藤礼佳   | 岸野早奈   | 水島久美 | 和田莉愛 | 川﨑咲耶   | -          |
| 2018 | 倉本さえ | 岡村栄里   | 恒益奉実   | 松宮れみ   | 松田遥奈   | 天野明日実 | 万力安純 | 西園雪乃 | -          | -          |
| 2017 | 小松未奈 | 江頭鮎季   | 今井まゆら | 菅原美沙紀 | 友近真那   | 深井聖華   | 鈴木実希 | 倉本さえ | 岡本栄理   | 近藤あすか |
| 2016 | 小松未奈 | 立石早絵   | 江頭鮎季   | 伊藤玲奈   | 王湘恵     | 山縣尚実   | 若林祐衣 | 河井美月 | 櫻林亜佐子 | 渡谷祥乃   |
| 2015 | 亀田恵   | 水野祐里   | 立石早絵   | 松田郁美   | 三宅あゆみ | 赤城史香   | 江頭鮎季 | 加藤希   | 金山美輝   | 久保つぐみ |
| 2014 | 亀田恵   | 水野祐里   | 立石早絵   | 松田郁美   | -          | -          | -        | -        | -          | -          |
| 2013 | 所侑加   | 横山由里子 | 金城奈苗   | 赤木裕衣   | 福田桃香   | -          | -        | -        | -          | -          |
| 2012 | -        | -          | -          | -          | -          | -          | -        | -        | -          | -          |
|      | 21       | 22         | 23         | 24         | 25         | 26         | 27       | 28       | 29         | 30         |

#### 31-
|      | 31       | 32       | 33       | 34       | 35       | 36-38 | 39       |
| 2022 | -        | -        | -        | -        | -        | -     | -        |
| 2021 | -        | -        | -        | -        | -        | -     | -        |
| 2020 | -        | -        | -        | -        | -        | -     | -        |
| 2019 | -        | -        | -        | -        | -        | -     | -        |
| 2018 | -        | -        | -        | -        | -        | -     | -        |
| 2017 | 林文香   | 渡谷祥乃 | 谷本景   | 川野紗季 | -        | -     | 本藤理佐 |
| 2016 | 谷本景   | -        | -        | -        | -        | -     | -        |
| 2015 | 清水亜紀 | 川野真彩 | 神田若帆 | 筬島彩佳 | 鈴木淳菜 | -     | -        |
| 2014 | -        | -        | -        | -        | -        | -     | -        |
| 2013 | -        | -        | -        | -        | -        | -     | -        |
| 2012 | -        | -        | -        | -        | -        | -     | -        |
|      | 31       | 32       | 33       | 34       | 35       | 36-38 | 39       |

## ユニフォーム

### クラブカラー
- 紫

### ユニフォームスポンサー
| 掲出箇所   | スポンサー名                         | 表記                | 掲出年   | 備考                           |
| 胸         | 食協                                 | 食協                | 2012年 - |                                |
| 鎖骨       | ヒロタニ                             | HIROTANI Since 1951 | 2021年 - | 右側に表記 2018年 - 2020年は袖 |
| 背中上部   | 広川グループ                         | 広川グループ        | 2016年 - |                                |
| 背中下部   | ネストロジスティクス                 | NesT                | 2020年 - |                                |
| 袖         | ヒロテック                           | HIROTEC             | 2021年 - |                                |
| パンツ前面 | 長沼商事                             | 長沼商事            | 2012年 - |                                |
| パンツ背面 | 全国共済農業協同組合連合会広島県本部 | JA共済              | 2021年 - |                                |

### ユニフォームサプライヤー
- 2012年 - 2015年 Mizuno
- 2016年 - 2018年 UPSET
- 2019年 - 2021年 Soccer Junky
- 2022年 Finta

### 歴代ユニフォームスポンサー年表
| 年度 | 胸   | 鎖骨左                                                   | 鎖骨右              | 背中上部        | 背中下部   | 袖                    | パンツ前面 | パンツ背面 | サプライヤー |
| 2012 | 食協 | 解禁前                                                   | 解禁前              | -/ メリィハウス | 解禁前     | AS 進学セミナー       | 長沼商事   | 解禁前     | Mizuno       |
| 2013 | 食協 | 解禁前                                                   | 解禁前              | メリィハウス    | 解禁前     | 車検の速太郎 HAYATARO | 長沼商事   | 解禁前     | Mizuno       |
| 2014 | 食協 | 解禁前                                                   | 解禁前              | メリィハウス    | 解禁前     | 車検の速太郎 HAYATARO | 長沼商事   | 解禁前     | Mizuno       |
| 2015 | 食協 | 解禁前                                                   | 解禁前              | メリィハウス    | 解禁前     | 車検の速太郎 HAYATARO | 長沼商事   | 解禁前     | Mizuno       |
| 2016 | 食協 | 解禁前                                                   | 解禁前              | 広川グループ    | 広創不動産 | 車検の速太郎 HAYATARO | 長沼商事   | 解禁前     | UPSET        |
| 2017 | 食協 | 解禁前                                                   | 解禁前              | 広川グループ    | 広創不動産 | 車検の速太郎 HAYATARO | 長沼商事   | 解禁前     | UPSET        |
| 2018 | 食協 | -                                                        | -                   | 広川グループ    | 広創不動産 | HIROTANI Since 1951   | 長沼商事   | 解禁前     | UPSET        |
| 2019 | 食協 | -                                                        | -                   | 広川グループ    | -          | HIROTANI Since 1951   | 長沼商事   | 解禁前     | Soccer Junky |
| 2020 | 食協 | -                                                        | -                   | 広川グループ    | NesT       | HIROTANI Since 1951   | 長沼商事   | -          | Soccer Junky |
| 2021 | 食協 | unitar United Nations Institute for Training and Reseach | HIROTANI Since 1951 | 広川グループ    | NesT       | HIROTEC               | 長沼商事   | JA共済     | Soccer Junky |
| 2022 | 食協 | -                                                        | HIROTANI Since 1951 | 広川グループ    | NesT       | HIROTEC               | 長沼商事   | JA共済     | Finta        |

## 関連情報
- ラッピング車両
  - アンジュヴィオレ広島電車5006号（広島電鉄）[62]